# Reale e militare ordine di San Giorgio della Riunione
Il Reale e militare ordine di San Giorgio della Riunione fu un ordine cavalleresco (dinastico-statale) del Regno delle Due Sicilie, Stato preunitario dell'Italia.

## Storia
Quest'ordine venne fondato il 1º gennaio 1819 da Ferdinando I, re delle Due Sicilie, per celebrare la riunione sotto il suo scettro dei domini di Napoli e Sicilia (l'unione era infatti già stata costituita in epoca napoleonica e questa istituzione, ovviamente, voleva celebrarne il passaggio alla casata di Borbone-Napoli).
La sua istituzione, però, comportò la soppressione del precedente Ordine reale delle Due Sicilie, creato nel 1808 da Giuseppe Bonaparte, fratello di Napoleone I ed all'epoca re delle Due Sicilie.
L'Ordine ebbe poi modifiche da Francesco I il 28 settembre 1829, con il quale i due reali Ordini di Francesco I e di San Giorgio della riunione furono uguagliati in dignità e prerogative, e da Ferdinando II con R.D. del 10 maggio 1850.
La dottrina prevalente in materia sia cavalleresca che giuridica, considera tale Ordine di tipologia dinastico-statuale o di corona delle Due Sicilie, di conseguenza estinto con la fine di quel regno. Su tale specifica posizione si sono allineati i pretendenti spagnoli e francesi della famiglia Borbone Due Sicilie, che ne ostentano tuttora, in disputa, il Gran Magistero. Inoltre, dalla fondazione come dignità di diritto legata al Ducato di Calabria, e di conseguenza, dalla fine del Regno delle Due Sicilie, come dignità spettante al Ducato di Noto, il ramo ispano-napoletano della Casa Borbone Due Sicilie è oggi l'unico che può ostentare la carica di Gran Connestabile (o Gran Contestabile).

## Gradi
|           |              |                         |
| Cavaliere | Commendatore | Cavaliere di Gran-Croce |

Le cariche principali erano affidate ai membri della famiglia reale, con il seguente ordine: 
- gran maestro: il sovrano
- gran contestabile: il duca di Calabria

Gli aderenti all'ordine erano suddivisi in quattro gruppi di cavalieri, ovvero: 
- gran collane (detto gran bandierato) (poi aboliti da Francesco I il 28 settembre 1829)
- cavaliere di gran croce (detto bandierato)
- commendatore
- cavaliere di diritto
- cavaliere di grazia

In epoche successive vennero aggiunti anche altri due gradi di valore inferiore al cavaliere di grazia: 
- medaglia d'oro
- medaglia d'argento

Odiernamente, per quanto alla sezione precedente, le uniche dignità esistenti sono:
- gran maestro: il duca di Calabria
- gran contestabile: il duca di Noto.

## Le insegne
Le insegne consistevano in una croce smaltata di color rosso rubino, attraversata da due spade d'oro decussate sul retro, con al centro l'effigie di san Giorgio a cavallo che trafigge il drago, circondato da un cerchio turchino e da una ghirlanda d'alloro. In questo cerchio compariva inoltre il motto: IN HOC SIGNO VINCES.
I cavalieri di gran croce, oltre la placca d'argento sul lato sinistro del petto, portavano sospesa da una banda, l'immagine di san Giorgio cesellata in oro.
Le medaglie presentavano su entrambi i lati l'effigie di san Giorgio che trafigge il drago e nella medaglia d'oro si trovava inciso il motto VIRTUTI, mentre in quella d'argento la parola MERITO.
Il nastro era azzurro orlato di giallo-arancio.